# Waggonfabrik Rastatt GT6-EP
GT6-EP – typ sześcioosiowego wagonu tramwajowego, eksploatowanego dawniej na torach kolejowych i tramwajowych zarządzanych przez spółkę Albtal-Verkehrs-Gesellschaft (AVG). Tramwaje GT6-EP zostały wyprodukowane i dostarczone do Karlsruhe w 1959 r. przez niemiecki zakład Waggonfabrik Rastatt. Skrót oznacza „Gelenk-Triebwagen mit 6 Achsen und elektropneumatischer Schützensteuerung” (pol. przegubowy wagon silnikowy z sześcioma osiami i elektropneumatycznym rozrządem stycznikowym).

## Konstrukcja
GT6-EP są dwuczłonowymi, jednokierunkowymi wagonami silnikowymi o szerokości 2,37 m. Obydwa człony tramwaju połączone są przegubem opierającym się na dwuosiowym wózku Jakobsa. Pod względem konstrukcyjnym zbliżone są do eksploatowanych od 1958 r. na linii A wagonów typu GT8-EP.
W przeciwieństwie do standardowych wagonów tramwajowych, typ GT6-EP został przystosowany do eksploatacji na torach Albtalbahnu, który został zakwalifikowany jako linia kolejowa. Wymusiło to zastosowanie w wagonie rozwiązań technicznych znanych z pociągów. W tramwajach zainstalowano gwizdek ostrzegawczy oraz koła o specjalnym profilu, który umożliwia wagonowi poruszanie się nie tylko po torowisku tramwajowym, lecz także po torowisku kolejowym.
Każdy ze skrajnych wózków Jakobsa jest napędowy; zasilanie stanowią silniki o mocy 120 kW każdy. Wagony, podobnie jak typ GT8-EP posiadają na przedzie oraz tyle zainstalowany sprzęg typu BSI, który umożliwia eksploatację wagonów w trakcji ukrotnionej, przy czym możliwe jest stworzenie składów złożonych z maksymalnie 4 tramwajów.

## Wnętrze i malowanie
W przedziale pasażerskim zainstalowano siedzenia obite sztuczną skórą w układzie 2+2. Dodatkowo z tyłu wagonu zlokalizowane było miejsce siedzące dla konduktora.
Wagony polakierowane były na żółto, poniżej okien namalowana była ciemnozielona linia. Z boku wagonu pod oknem umieszczono logo i nazwę przedsiębiorstwa Albtal-Verkehrs-Gesellschaft.

## Eksploatacja
Wagony zostały dostarczone dla Albtal-Verkehrs-Gesellschaft w 1959 r. W przeciwieństwie do ośmioosiowych tramwajów typu GT8-EP, które były produkowane przez Düwag, wagony GT6-EP zostały zbudowane na licencji wyżej wymienionych zakładów przez Waggonfabrik Rastatt. Wyposażenie elektryczne zostało dostarczone przez BBC (wagony nr 8–12) oraz przez Kiepe (wagony nr 13–15).

### Ruch liniowy
Wagony GT6-EP kursowały na ówczesnej linii A kolei miejskiej w Karlsruhe, przewożąc pasażerów pomiędzy śródmieściem a Herrenalb.

### Przebudowa na typ GT8-EP
Z powodu wrastającej liczby pasażerów, a co za tym idzie wzrastającego zapotrzebowania na przewozy, wszystkie wagony w roku 1961 (nr 13–15), 1964 (nr 10–12) i 1967 (nr 8–9) zostały przebudowane na typ GT8-EP poprzez zamontowanie dodatkowego, środkowego członu.